# Économie de la Picardie
L'économie de la Picardie est très liée à sa situation géographique, source de ses faiblesses et de ses potentialités.
À mi-chemin entre la région parisienne et l'agglomération lilloise, la Picardie hésite entre sa position naturelle de carrefour des échanges et celle, plus avantageuse, de pôle d'attraction des activités majeures.
Souvent considérée comme une région essentiellement agricole, la Picardie a développé depuis fort longtemps une industrie manufacturière performante : textiles, verre, métaux, chimie, plasturgie, automobile, aéronautique, agroalimentaire, etc.
Elle héberge des pôles de recherches et d'enseignement supérieur de qualité. Elle offre depuis quelques années un réseau de voies de communication qui s'est nettement densifié au fil des ans pour en faire l'une des zones d'Europe les mieux desservies.
Région classée dernière en 2007, elle doit maintenant changer ses faiblesses en forces pour devenir une région de poids dans le triangle Paris-Londres-Bruxelles.

## Source
- Blanchegorge E., Brohard Y., Engelaere O., Estienne J., Gégou F., Gilloire M., Guignet J., Hoeblich J.M., Leblond J.F. & Trelcat V. (2003) Picardie. Bonneton, Paris, 320 p.